# Monhoudou
Monhoudou – miejscowość i gmina we Francji, w regionie Kraj Loary, w departamencie Sarthe.
Według danych na rok 1990 gminę zamieszkiwało 169 osób, a gęstość zaludnienia wynosiła 22 osoby/km² (wśród 1504 gmin Kraju Loary, Monhoudou plasuje się na 1078. miejscu pod względem liczby ludności, natomiast pod względem powierzchni na miejscu 1099.).